# デヴィッド・ニューマン (作曲家)
デヴィッド・ニューマン（David Newman, 1954年3月11日 - ）は、アメリカ合衆国の音楽家、作曲家。ロサンゼルス出身。

## 来歴
1954年にロサンゼルスに生まれる。父親は同じく作曲家として活躍したアルフレッド・ニューマン。1つ違いの弟であるトーマス・ニューマンも作曲家という音楽系の家庭に育った。従兄には同じく作曲家のランディ・ニューマンがいる。高校を卒業後には南カリフォルニア大学へ進学。その後は音楽家として活動を始め、ティム・バートン監督の短編映画『フランケンウィニー』の音楽を共同担当して音楽家デビューする。その後も『フェアリー・テイル・シアター』におけるティム・バートン監督の『アラジンと魔法のランプ』や『世にも不思議なアメージング・ストーリー』などのテレビドラマや『クリッター』などのホラー映画の音楽を担当した。
ダニー・デヴィートが長編初監督をつとめた『鬼ママを殺せ』あたりから徐々にその名も知られ始め、現在に至る。なお、デヴィートが監督する映画の音楽はすべてニューマンが担当している。1997年に音楽を担当した劇場用アニメーション『アナスタシア』ではアカデミー賞にノミネートされた。

## 作曲作品

### 映画
- フランケンウィニー Frankenweenie (1984)
- クリッター Critters (1986)
- 女囚物語2〜炎の復讐〜（英語版） Vendetta (1986)
- キンドレッド The Kindred (1987)
- マローン/黒い標的 Malone (1987)
- マイ・デーモン・ラバー My Demon Lover (1987)
- 鬼ママを殺せ Throw Momma from the Train (1987)
- ヘザース/ベロニカの熱い日 Heathers (1988)
- ビルとテッドの大冒険 Bill & Ted's Excellent Adventure (1989)
- 計画性の無い犯罪 Disorganized Crime (1989)
- リトル・モンスター Little Monsters (1989)
- メディカル・レッスン/青春解剖学 Gross Anatomy (1989)
- ローズ家の戦争 The War of the Roses (1989)
- マッド・ハウス/珍入者撃退作戦 Madhouse (1990)
- アパッチ Fire Birds (1990)
- ドン・サバティーニ The Freshman (1990)
- Mr.デスティニー Mr. Destiny (1990)
- アップルゲイツ Meet the Applegates (1991)
- あなたに恋のリフレイン The Marrying Man (1991)
- ドリーム・ガール/ママにはないしょの夏休み Don't Tell Mom the Babysitter's Dead (1991)
- ビルとテッドの地獄旅行 Bill & Ted's Bogus Journey (1991)
- 愛に翼を Paradise (1991)
- アザー・ピープルズ・マネー Other People's Money (1991)
- ハネムーン・イン・ベガス Honeymoon in Vegas (1992)
- 飛べないアヒル The Mighty Ducks (1992)
- 恋に焦がれて That Night (1992)
- ホッファ Hoffa (1992)
- サンドロット/僕らがいた夏 The Sandlot (1992)
- コーンヘッズ Coneheads (1993)
- アンダーカバー・ブルース/子連れで銃撃戦!? Undercover Blues (1993)
- アフリカン・ダンク The Air Up There (1994)
- 恋人はパパ/ひと夏の恋 My Father the Hero (1994)
- フリントストーン/モダン石器時代 The Flintstones (1994)
- カウボーイ・ウェイ/荒野のヒーローN.Y.へ行く The Cowboy Way (1994)
- アイ・ラブ・トラブル I Love Trouble (1994)
- ボーイズ・オン・ザ・サイド Boys on the Side (1995)
- トミー・ボーイ Tommy Boy (1995)
- ダンボドロップ大作戦 Operation Dumbo Drop (1995)
- ザ・ファントム The Phantom (1996)
- ナッティ・プロフェッサー クランプ教授の場合 The Nutty Professor (1996)
- マチルダ Matilda (1996)
- ジングル・オール・ザ・ウェイ Jingle All the Way (1996)
- カリブは最高! Out to Sea (1997)
- 25年目のキス Never Been Kissed (1999)
- ビッグムービー Bowfinger (1999)
- ブロークダウン・パレス Brokedown Palace (1999)
- ギャラクシー・クエスト Galaxy Quest (1999)
- ナッティ・プロフェッサー2 クランプ家の面々 Nutty Professor II: The Klumps (2000)
- デュエット Duets (2000)
- 悪いことしましョ! Bedazzled (2000)
- 102 102 Dalmatians (2000)
- フリントストーン2/ビバ・ロック・ベガス The Flintstones in Viva Rock Vegas (2000)
- ドクター・ドリトル2 Dr. Dolittle 2 (2001)
- マリー・アントワネットの首飾り The Affair of the Necklace (2001)
- デス・トゥ・スムーチー Death to Smoochy (2002)
- ブロンド・ライフ Life or Something Like It (2002)
- スクービー・ドゥー Scooby-Doo (2002)
- 10日間で男を上手にフル方法 How to Lose a Guy in 10 Days (2003)
- チャーリーと14人のキッズ Daddy Day Care (2003)
- おまけつき新婚生活 Duplex (2003)
- ハットしてキャット The Cat in the Hat (2003)
- スクービー・ドゥー2 モンスターパニック Scooby Doo 2: Monsters Unleashed (2004)
- ボクらのママに近づくな! Are We There Yet? (2005)
- チアガール VS テキサスコップ Man of the House (2005)
- ウエディング宣言 Monster-in-Law (2005)
- セレニティー Serenity (2005)
- マッド・ファット・ワイフ Norbit (2007)
- ザ・スピリット The Spirit (2008)
- ミート・ザ・ジェンキンズ Welcome Home Roscoe Jenkins (2008)
- ダブル・ミッション The Spy Next Door (2010)
- Scooby-Doo! Curse of the Lake Monster (2010) テレビ映画
- ビッグママ・ハウス3 Big Mommas: Like Father, Like Son (2011)
- ターザン Tarzan (2013) アニメ映画
- ニューヨーク 眺めのいい部屋売ります 5 Flights Up (2014)
- おとなのワケあり恋愛講座 Some Kind of Beautiful (2014)
- そんなキミに恋してる Behaving Badly (2014)
- オレの獲物はビンラディン Army of One (2016)
- ネイキッド Naked (2017)
- ナイトスクール Night School (2018)
- ウエスト・サイド・ストーリー West Side Story (2021)

### テレビドラマ
- フェアリーテール・シアター/ 『ティム・バートンのアラジンと魔法のランプ』 Faerie Tale Theatre (1986)
- 世にも不思議なアメージング・ストーリー Amazing Stories (1987)
- ハリウッド・ナイトメア Tales from the Crypt (1990)

### 劇場アニメ
- リトル・トースター The Brave Little Toaster (1987)
- 映画版わんぱくダック夢冒険 DuckTales: The Movie - Treasure of the Lost Lamp (1990)
- アナスタシア Anastasia (1997)　（※アカデミー作曲賞ノミネート）
- アイス・エイジ Ice Age (2002)